# 莱索里尼耶尔
莱索里尼耶尔（法語：Les Sorinières，法語發音：[le sɔʁinjɛʁ] ⓘ）是法国大西洋卢瓦尔省的一个市镇，位于该省中部，属于南特区和南特都会区，其市镇面积为13.02平方公里，2022年1月1日时人口数量为9,163人。
莱索里尼耶尔是南特都会区的组成部分，位于南特市区以南大约7公里处。

## 行政
莱索里尼耶尔的邮政编码为44840，INSEE市镇编码为44198。

## 地理

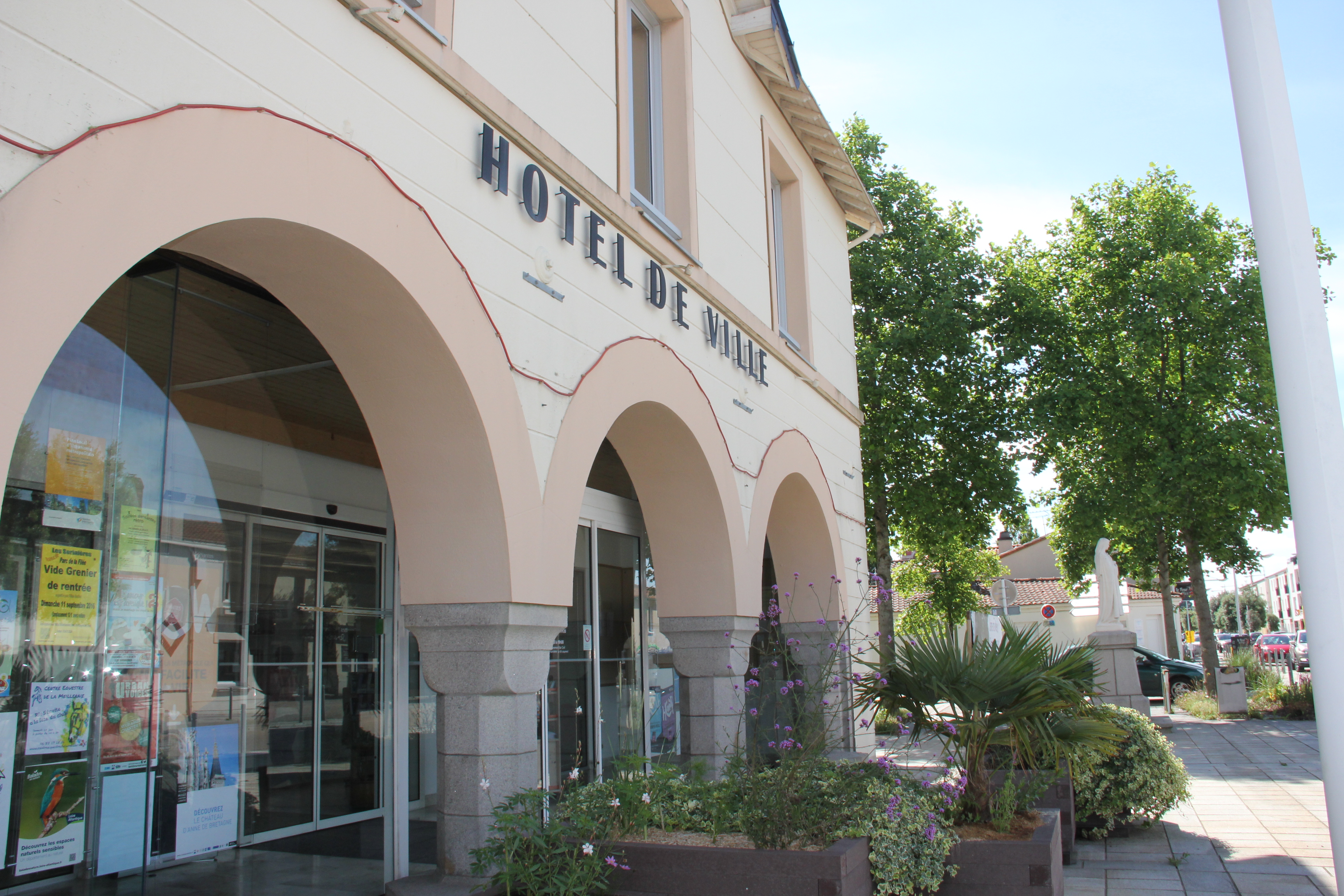
莱索里尼耶尔市政厅

莱索里尼耶尔（47°8'47"N, 1°31'48"W）位于法国西北部，卢瓦尔河地区大区西部和大西洋卢瓦尔省中部。
与莱索里尼耶尔接壤的市镇包括：勒比尼翁、蓬圣马丹、勒泽、韦尔图。
莱索里尼耶尔境内地势平坦，海拔在3至44米之间。
按照柯本气候分类法，莱索里尼耶尔属于较为典型的温带海洋性气候，全年温差较小，降水分布均匀。

## 历史
莱索里尼耶尔历史上长期为一个普通村落，中世纪中期曾一度被下普瓦图伯爵掌控，法国大革命后划为韦尔图的一部分，1865年5月31日独立成为市镇。

## 交通
法国国家A83号高速公路经过境内并设有1号和2号出入口，大西洋卢瓦尔省省道D11线、D57线、D76线、D115线、D137线和D178A线经过莱索里尼耶尔境内。南特公交C4线经过莱索里尼耶尔境内并设有站点。

## 人口
| 年份   | 1936  | 1946  | 1954  | 1962  | 1968  | 1975  | 1982  | 1990  | 1999  | 2006  | 2011  | 2016  | 2017  |
| ------ | ----- | ----- | ----- | ----- | ----- | ----- | ----- | ----- | ----- | ----- | ----- | ----- | ----- |
| 人口數 | 1,140 | 1,338 | 1,533 | 1,821 | 2,194 | 3,149 | 4,299 | 5,174 | 6,229 | 7,251 | 7,575 | 8,216 | 8,541 |